# Neoechinorhynchus tylosuri
Neoechinorhynchus tylosuri är en hakmaskart som beskrevs av Yamaguti 1939. Neoechinorhynchus tylosuri ingår i släktet Neoechinorhynchus och familjen Neoechinorhynchidae. Inga underarter finns listade i Catalogue of Life.